# Bundesstraße 249

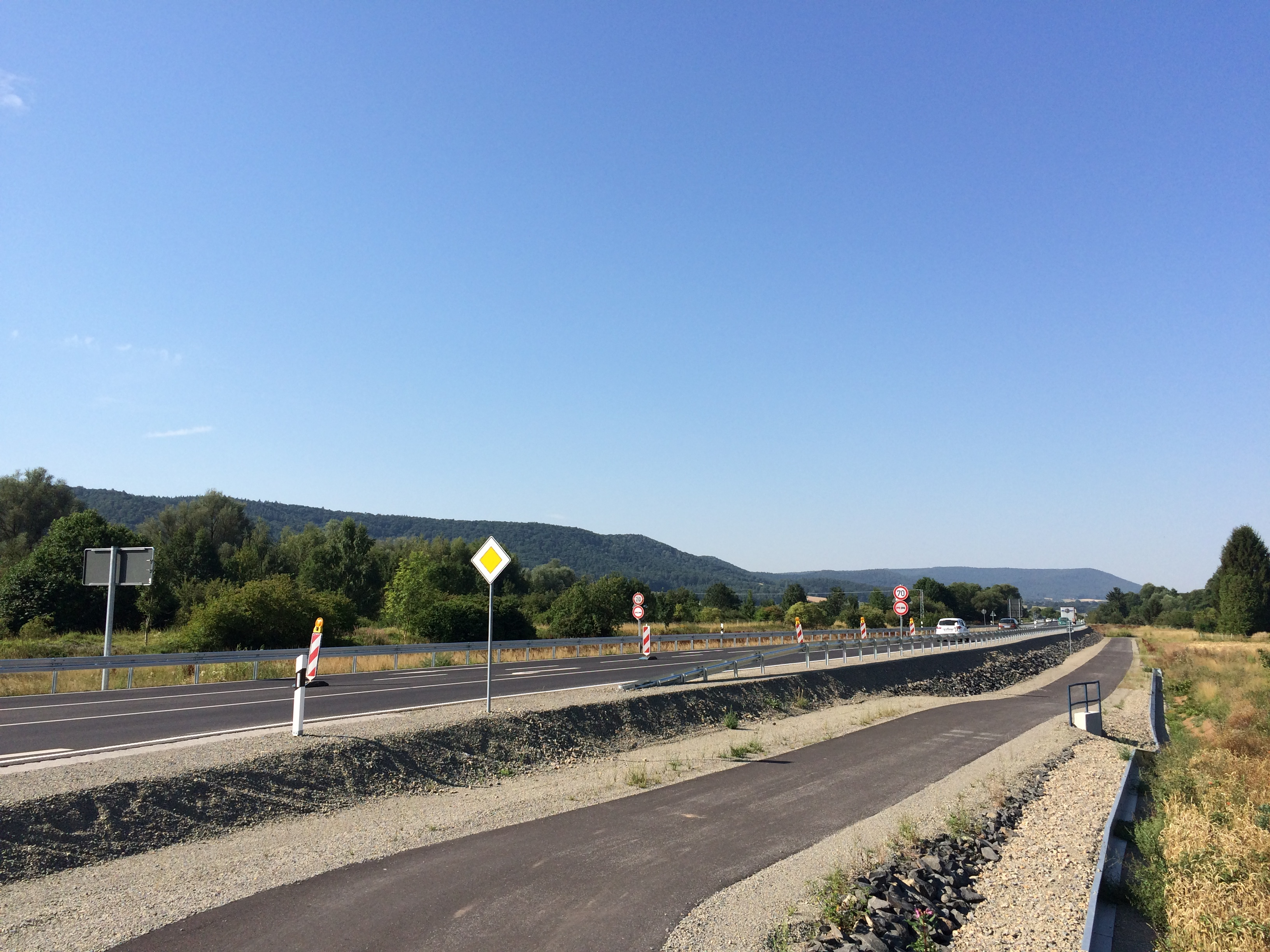
Neugebaute B 249 zwischen Wanfried und Frieda

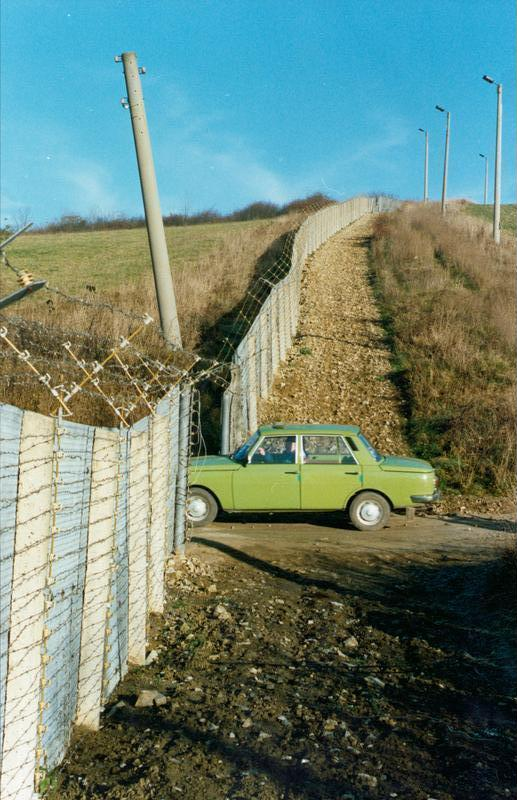
Provisorischer Straßenabschnitt bei Katharinenberg nach Öffnung der Innerdeutschen Grenze

Die Bundesstraße 249 (Abkürzung: B 249) ist eine deutsche Bundesstraße im nördlichen Hessen und nordwestlichen Thüringen. Sie ist ein Teil der Deutschen Fachwerkstraße und verbindet über 66 Kilometer Länge die Städte Eschwege, Mühlhausen und Sondershausen. Die B 249 dient hauptsächlich dem lokalen Verkehr und führt – abgesehen von der Stadt Mühlhausen – durch dünn besiedelte ländliche Räume.

## Verlauf

### Eschwege – Mühlhausen
Die B 249 beginnt westlich von Eschwege an der B 27 und führt durch die westliche Stadt, am Bahnhof vorbei und über die Werrabrücke auf das nördliche Ufer. Eine Verlegung der Trasse nach Norden ist in diesem Bereich geplant. Im weiteren Streckenverlauf verläuft die Straße vorbei am Werratalsee, durch die Gemeinde Meinhard durch das Werratal nach Wanfried, das nach der Wiedervereinigung eine Ortsumgehung erhielt, die östlich um die Altstadt herum führt. Während die hier beginnende B 250 dem Tal weiter folgt, führt die B 249 durch den Elfengrund hinauf auf den Konstein, über den die Landesgrenze zu Thüringen, die die ehemalige innerdeutsche Grenze darstellt, verläuft. Anschließend geht es über einen Höhenrücken zwischen den Tälern von Faulungen im Norden und Haselbach im Süden in den Hainich, der die Wasserscheide zwischen Weser im Westen und Elbe im Osten markiert. Im Hainich liegt das Dorf Eigenrieden, hinter dem die B 249 hinab ins Thüringer Becken führt. Die Stadt Mühlhausen wird am Ökumenischen Hainich-Klinikum Mühlhausen (Pfafferode) erreicht. Am Kiliansgraben in der Stadtmitte trifft die B 249 auf die B 247. Eine südliche Ortsumgehung für Mühlhausen befindet sich in Planung. Sie soll am Waldrand abzweigen und an Felchta vorbei zur Eisenacher Landstraße führen.

### Mühlhausen – Sondershausen
In Mühlhausen wurde nach Querung der Unstrut der Bahnübergang mit der Bahnstrecke Gotha–Leinefelde, der in einem stauanfälligen Kreuzungsbereich lag, entfernt und durch eine Unterführung ersetzt, wofür die B 249 etwas nach Norden verschwenkt werden musste. Anschließend führt die Straße durch das Tal der Notter nach Schlotheim. Die an der Strecke gelegenen Orte Grabe und Körner sollen gemäß Bundesverkehrswegeplan 2030 Ortsumgehungen erhalten, wofür die B 249 nördlich verlegt werden würde. Die folgenden Umgehungsstraßen für Schlotheim und Ebeleben wurden bereits fertig gestellt. In Ebeleben, wo die B 84 nach Bad Langensalza beginnt, durchquert die B 249 das Tal der Helbe und führt anschließend auf die Hainleite zu. Im Bebraer Hainleitedurchbruch trifft sie auf die B 4, womit sie einige Kilometer vor Sondershausen endet.